# ديفي ريسيلينج
ديفي ريسلينج (بالإنجليزية: DeFy Wrestling) هي شركة مصارعة محترفة مستقلة أُنشت عام 2017 ومقرها الرئيسي في سياتل. واشنطن. الولايات المتحدة.

## البطولات
| البطولة             | البطل (البطل الحالي)               | البطل السابق                          | التاريخ       | العرض                         | المدينة                |
| بطولة ديفي العالمية | شاف                                | ارتميس سبنسر                          | 23 اغسطس 2019 | DEFY Defyance Forever         | تاكاوما، واشنطن        |
| بطولة ديفي للفرق    | واربيست (جوزيف سمايلي وجيكوب فاتو) | وان بريسنت (جوريل نيلسون وريوس إيساك) | 29 مارس 2019  | PCW ULTRA Wrestle Summit 2019 | لوس أنجلوس، كاليفورنيا |

## روابط خارجية
- Official website
- Profile
- Twitter